# Левая школа
«Ле́вая шко́ла» — подпольная леворадикальная организация, возникла в Москве в декабре 1972 — январе 1973 года. Современные исследователи считают «Левую школу» одной из первых организаций «новых левых» в СССР.

## История
Группа была создана Натальей Магнат, Ольгой Бараш и Инной Окуп и состояла почти полностью из студентов Московского государственного педагогического института им. В. И. Ленина (МГПИ).
Признанным теоретиком группы была Н. Магнат, организационной работой руководила О. Бараш. Формального руководства у «Левой школы» не было, но реально группой руководила тройка основателей. Члены организации планировали по мере её разрастания провести во второй половине 1976 года съезд или конференцию, где и должны были быть избраны руководство и утверждены программные и уставные документы организации, а также, возможно, принято новое название (название «Левая школа» считалось временным и выбранным отчасти из соображений конспирации).
Члены организации планировали издавать подпольный журнал «Левая школа», но этот проект осуществлен не был. Летом 1973 года участники «Левой школы» предприняли попытку создать дочерние группы на Украине, но неудачно.
В сентябре 1973 года «Левая школа» установила контакты с другой подпольной леворадикальной организацией — Партией новых коммунистов (ПНК), чьи идеологические установки и политические цели были крайне близки к установкам и целям «Левой школы». После длительных переговоров обе группы достигли соглашения о слиянии, которое и произошло формально в сентябре 1974 года. Объединённая организация приняла название «Неокоммунистическая партия Советского Союза» (НКПСС), Н. Магнат и О. Бараш вошли в неформальное руководство НКПСС). При этом Н. Магнат уступила роль основного теоретика в НКПСС бывшему члену руководства ПНК А. Тарасову, формально сосредоточившись в основном на разработке вопросов эстетики.
Несмотря на соглашение о слиянии, реальной совместной деятельности наладить сразу не удалось, в результате, когда в январе 1975 года московская группа ПНК (включая её руководство) провалилась, лидеры «Левой школы» взяли на себя работу по сохранению НКПСС от полного развала и успешно поддерживали существование организации в глубоком подполье до 1977 года, когда вышедшие на свободу лидеры НКПСС начали восстановление партии. Таким образом, хотя формально «Левая школа» прекратила своё существование в сентябре 1974 года, в реальности она действовала как самостоятельная левая подпольная группа вплоть до января 1977 года.

## Теория
В теоретическом плане «Левая школа» сочетала отдельные элементы классического марксизма, ленинизма, троцкизма и французского атеистического экзистенциализма (в первую очередь, идей Жан-Поля Сартра, Альбера Камю и Антуана де Сент-Экзюпери).
Существовавший в СССР политический режим «Левая школа» расценивала как антисоциалистический мелкобуржуазный (мещанско-бюрократический). Причиной установления такого режима считалась победа группы Сталина в конце 1920-х — начале 1930-х годов в руководстве ВКП(б) и в СССР, при этом группа Сталина рассматривалась как выразитель интересов контрреволюционных слоев. Установившийся режим считался «Левой школой» социально тупиковым, обрекшим страну на культурный и общественный застой, препятствовавший развитию личности граждан СССР, навязывавший им примитивизацию, лишавший массы возможности политической инициативы и участия в управлении и толкавший наиболее талантливых граждан на эскапизм (алкоголизм, религию) и эмиграцию.
Социалистическая природа экономики СССР «Левой школой» под сомнение не ставилась, следовательно, общественный строй СССР квалифицировался как «извращенный вариант социализма». Чтобы исправить ситуацию, достаточно было совершить политическую революцию, которая привела бы политический режим в соответствие с экономическим строем, то есть устранила бы «извращение». Такая революция рассматривалась членами «Левой школы» как «демосоциалистическая» по аналогии с буржуазно-демократическими революциями.
Члены организации полагали, что социально-культурный тупик, на который обрекла СССР правящая мещанская бюрократия, в условиях НТР неизбежно приведет к экономическому кризису (так как власть мещанской бюрократии враждебна творчеству), в результате в стране сложится революционная ситуация. По прогнозу Н. Магнат, это должно было произойти к концу XX века. Для того, чтобы революция была успешной, необходимо, чтобы к тому времени в стране сформировалась революционная партия, которая и могла бы возглавить революцию. «Левая школа» рассматривала себя как зародыш такой партии.
В качестве революционного субъекта «социалистической демократической революции» рассматривалась интеллигенция и, в частности, студенчество. Предполагалось, однако, что массовой базой революции станет рабочий класс как класс, наиболее страдающий от отчуждения, и как класс, который должен будет более всего пострадать от экономического кризиса.